# Jakov Borisovič Knjažnin
Jakov Borisovič Knjažnin, in russo Яков Борисович Княжнин? (Pskov, 3 ottobre 1740 – San Pietroburgo, 14 gennaio 1791), è stato un traduttore e drammaturgo russo.
È considerato uno dei più grandi drammaturghi del classicismo russo. Sul finire del XVIII secolo le sue opere costituivano la base del repertorio dei teatri russi. Le sue pièces, di chiara ispirazione francese, si caratterizzano per un accentuato pathos patriottico e per le tematiche civili inerenti alla storia russa.

## Biografia

### Infanzia e giovinezza
Knjažnin nasce a Pskov nel 1740 dal vice-governatore della città B.I. Knjažnin. Viene educato in casa sino all'età di 16 anni, dopodiché continua gli studi a San Pietroburgo nel Ginnasio e successivamente all'Accademia russa delle scienze. In questi anni impara il francese, il tedesco e l'italiano. Ancora scolaro,  Knjažnin comincia la sua attività letteraria con la composizione di odi e brevi poesie. Finiti gli studi, entra come Junker nel Collegio degli Stranieri presso il quale lavora come traduttore. Ben presto intraprende la carriera militare come aiutante di campo del generale in carica.

### Primi lavori
Nel 1769 pubblica la sua prima tragedia Didone rappresentata prima al teatro Mosca e poi al teatro di corte (che risiedeva allora a San Pietroburgo) al cospetto di Caterina II. Grazie al successo ottenuto da questo suo lavoro, Knjažnin si avvicina al suo futuro suocero Sumarokov anch'egli celebre drammaturgo e direttore del teatro russo.
Nel giro di tre anni scrive la tragedia Vladimir e Jaropolk (in russo Владимир и Ярополк?) e operette comiche quali Guai a causa di una carrozza (in russo Несчастие от кареты?) e L'avaro (in russo Скупой?) musicato da Vasilij Paškevič.
Nello stesso periodo si occupa della traduzione di romanzi francesi.

### Condanna e Fama
Nel 1773 a causa di un debito di 6000 rubli persi al gioco viene sottoposto al giudizio della corte marziale che decreta la condanna capitale per il giovane drammaturgo. La pena sarà poi commutata in degradazione da capitano a soldato semplice. Tuttavia l'imperatrice Caterina lo perdona e nel 1777 si vede restituito il grado di capitano dell'esercito. In questi anni egli traduce dal francese l'Enriade di Voltaire e tragedie di Corneille e Crebillon.
Nel 1781 Ivan Ivanovič Beckoj, consigliere di Caterina II offre a Knjažnin un lavoro come suo segretario personale.
Nel 1784 quando a San Pietroburgo va in scena la sua tragedia Rosslav il pubblico, entusiasta, chiede di vedere personalmente l'autore. Tuttavia il timido, Knjažnin non si decide a presentarsi sul palco e al suo posto, il ringraziamento al pubblico è pronunciato dal più famoso attore dell'epoca: Ivan Dmitrevskij che impersonava il protagonista del Rosslav, e successivamente interprete anche del celebre personaggio Starodum di Denis Ivanovič Fonvizin.
Dopo la rappresentazione del Rosslav, la casa di Knjažnin diventa uno dei centri della vita culturale russa e Knjažnin stesso diventa membro dell'Accademia Imperiale Russa (1783) guadagnandosi la benevolenza della Daškova importante intellettuale e scrittrice oltre che fondatrice della suddetta Accademia. 
Quando l'imperatrice Caterina gli commissiona una tragedia, questi in appena tre settimane scrive la Clemenza di Tito, un'allusione alla grazia ricevuta dopo la condanna del 1773. 
Nel 1786 vedono la luce le tragedie Sofonisba e Vladisan e la commedia Il fanfarone. Contemporaneamente Knjažnin impartisce lezioni di lingua russa al corpo di fanteria dell'esercito, composto nel XVIII secolo in massima parte da stranieri.
Nei lavori successivi, Knjažnin si concentra su commedie e operette comiche.

## Vadim di Novgorod
Dopo la parentesi costituita da commedie e altri generi leggeri, nel 1789 Knjažnin scrive un'altra tragedia: il Vadim di Novgorod (in russo Вадим Новгородский?) di cui blocca la rappresentazione dell'opera appena in tempo, rendendosi conto della sicura reazione di Caterina II. 
La Rivoluzione francese e la reazione che suscitò a corte suggeriscono a Knjažnin il pericolo nel quale sarebbe incorso rappresentando un'opera in cui il fondatore dello stato russo era descritto come un usurpatore e si declamano le odi di un campione della democrazia come Vadim di Novgorod. Vadim, infatti, è rimasto nella storia per aver difeso tenacemente le istituzioni democratiche di Velikij Novgorod dalle pretese dell'autocrate Ivan III. 
Un ulteriore motivo per Knjažnin di temere una reazione di Caterina II era il fatto che la stessa imperatrice aveva composto una tragedia sulla dinastia Rjurik dipingendo lo stesso personaggio di Vadim come un brutale sovvertitore dell'ordine monarchico.
Di quest'opera di Knjažnin erano a conoscenza solo i pochi intimi del drammaturgo e per questo egli non perse la benevolenza dell'imperatrice tanto che lei ordinò la stampa di una raccolta delle opere di Knjažnin alla Daškova pagata con i fondi imperiali. Per un caso la Daškova entrò in possesso del Vadim e lo incluse nella raccolta anche per personali motivi di dissenso nei confronti dell'imperatrice.
Il 14 gennaio del 1791 la morte sottrae l'autore all'ira di Caterina che a quel punto (1793) aveva letto l'ultima opera non rappresentata di Knjažnin. Le sue vennero bruciate in un pubblico rogo per volere della sovrana e le copie già vendute sequestrate dalla censura.

## Giudizi critici
Si parla spesso di Knjažnin facendo ricorso all'aggettivo "ricettivo" o "furbo" (in russo переимчивый?) attribuitogli da Puškin. 
Non limitandosi alla mera imitatio dei modelli europei, Knjažnin spesso plagiava parti di altre opere (soprattutto francesi) o più spesso traduceva le opere europee senza citarne la fonte. Per questo motivo si attirò le più feroci critiche di Krylov nella prima satira di quest'ultimo, i Bricconi (in russo Проказники?). 
Tuttavia, va ricordato che nella letteratura russa del XVIII secolo il prestito, a volte vero plagio, da altre opere era considerato normalità se non un merito per uno scrittore (sul modello della Contaminatio latina). Si confronti a tal proposito il concetto di sklonenie na russkie nravy (declinazione secondo i costumi russi) elaborato in quegli anni da Vladimir Ignat'evič Lukin e Nikita Ivanovič Panin e seguito tra gli altri dall'altro eminente autore di teatro: Fonvizin.
Le pièces più originali di Knjažnin sono il Vadim di Novgorod e il Rosslav sebbene quest'ultima tragedia presenti prestiti da Corneille, Racine e Voltaire, tutti autori tradotti da Knjažnin negli anni della giovinezza.
Quello di Knjažnin è un linguaggio semplice seppure egli scriva in versi in piena linea con le teorie stilistiche di molti importanti intellettuali del suo tempo come Karamzin o del periodo immediatamente successivo come per esempio Puškin.